# Henrik Knudsen
Henrik Hecht Knudsen (* 6. März 1982 in Haderslev, Dänemark) ist ein dänischer Handballspieler. Der 1,83 m große Knudsen wurde meist als mittlerer Rückraumspieler eingesetzt.
Henrik Knudsen debütierte für KIF Kolding in der ersten dänischen Liga. Dort gewann er zwar 2002 und 2003 die dänische Meisterschaft sowie 2002 den dänischen Pokal, bekam aber nur wenig Einsatzzeiten, sodass er 2003 zu Bjerringbro-Silkeborg wechselte. Aufgrund guter Leistungen zog er aber nach nur neun Monaten weiter zum schwedischen Zweitligisten HF Kroppskultur. Mit den Männern aus dem äußersten Norden Schwedens stieg er 2004 in die erste schwedische Liga auf, 2005 aber auch gleich wieder ab, woraufhin er zum Ligakonkurrenten IFK Ystad ging. 2007 wechselte er dann in die 2. Handball-Bundesliga zum TV Emsdetten. In der Saison 2007/2008 wurde er mit 268 Treffern drittbester Goalgetter der 2. Bundesliga Nord. Anfang November 2008 wurde er zum ersten Mal zur dänischen Nationalmannschaft eingeladen und für ein 4-Länderturnier in Graz/Österreich nominiert, wo er am 29. November sein Länderspieldebüt gab. Am 1. Dezember 2008 wechselte er zum polnischen Erstligaverein KS Vive Kielce, mit dem er 2009 die Meisterschaft gewann. Im Sommer 2011 wechselte Knudsen zum deutschen Bundesligisten Bergischer HC. Nachdem der BHC eine Saison später in die 2. Bundesliga abgestiegen war, wechselte er zum dänischen Zweitligisten GOG Håndbold. Nach nur zwei Pflichtspielen für GOG, wechselte Knudsen im September 2012 zum belarussischen Erstligisten Brest GK Meschkow. Ein Jahr später unterschrieb er einen Vertrag beim norwegischen Verein Stord HK. Im Sommer 2015 kehrte er zu IFK Ystad zurück. In der Saison 2019/20 ersetzte er den verletzten Dalibor Doder beim Lokalrivalen Ystads IF HF. In der Saison 2020/21 spielte er noch für OV Helsingborg.